# ISO 3166-2:AD
ISO 3166-2:AD è uno standard ISO che definisce i codici geografici delle suddivisioni di Andorra; è un sottogruppo dello standard ISO 3166-2.
I codici coprono le sette parrocchie di Andorra, e sono stati introdotti nel 2007. Sono formati da AD- (codice ISO 3166-1 alpha-2 di Andorra), seguito da due cifre.

## Codici
| Codice | Parrocchia          |
| ------ | ------------------- |
| AD-02  | Canillo             |
| AD-03  | Encamp              |
| AD-04  | La Massana          |
| AD-05  | Ordino              |
| AD-06  | Sant Julià de Lòria |
| AD-07  | Andorra la Vella    |
| AD-08  | Escaldes-Engordany  |